# Isak N Jiyeon
Le Isak N Jiyeon (이삭 N 지연) sono state un gruppo musicale femminile sudcoreano, creato dall'etichetta discografica SM Entertainment nel 2002. Composto da soli due membri, il gruppo si è sciolto solo due anni dopo la sua formazione. Sebbene lo scioglimento sia stato spesso attribuito a cause di marketing, come le scarse vendite degli album e la mancanza di popolarità, il vero motivo della separazione delle due componenti è stato l'abbandono della cantante Kim Isak, che essendo di origini statunitensi è dovuta tornare a casa sua in California per dei motivi di famiglia.
In seguito allo scioglimento Jiyeon, l'altra cantante del duo, è stata poi inserita in un girl group di nome The Grace sotto la medesima etichetta, la SM Entertainment, composto da altre tre ragazze che, oltre a cantare, danzano e recitano.
In un'intervista, tuttavia, Isak ha dichiarato che il duo non si è completamente sciolto ma sta solo vivendo un periodo di pausa: "Nessuno sa quando uscirà un nuovo album, ma ancora ne parliamo molto". Essendo ancora sotto contratto con la SM Entertainment, Isak è presente in diverse compilation e video del gruppo di artisti sotto l'etichetta, che hanno il nome collettivo di SM Town, e lavora inoltre come DJ e VJ per il canale televisivo Arirang TV. Inoltre, ha ottenuto dei ruoli come MC per diverse reti televisive, ed anche qualche cameo come attrice nei teen drama nazionali.

## Formazione
- Kim I-sak (김이삭), 25 maggio 1985. Il suo vero nome è Ida Dene Simmons, e in seguito è stata una VJ per il programma televisivo Pops in Seoul, sul canale Arirang TV, e una DJ per Arirang Radio.
- Lee Ji-yeon (이지연), 18 febbraio 1984. Il suo nome d'arte è Lina, e in seguito ha fatto parte del gruppo musicale The Grace.

## Discografia

### Album in studio
- Tell Me Baby, pubblicato a settembre 2002

### Raccolte
- 2003 Summer Vacation in SMTOWN.com
- 2004 Summer Vacation in SMTOWN.com